# Cseh Fejedelemség
A Cseh Fejedelemség (csehül: České knížectví) középkori állam volt Közép-Európában, a mai Csehország területén. 870 körül alakult ki, de hamar a Nagy-Morávia befolyása alá került. A Přemysl-házból való fejedelmei a morva uralkodó vazallusai voltak egészen 895-ig, amikor I. Spytihněv a német Arnulfnak esküdött hűséget. 
A 9. század második felében Szt. Cirill és Metód missziójának köszönhetően a csehek kereszténnyé váltak. 973-ban megalakult a prágai püspökség. Az ország védőszentjévé Vencel fejedelem vált, akit öccse 935-ben meggyilkolt. 
A lengyel támadások elől védelmet kereső Vladivoj fejedelem 1002-ben hűbéri esküt tett II. Henrik császárnak, így a Cseh Fejedelemség bekerült a Német-római Birodalomba. 1198-ban Sváb Fülöp német király örökletes királyi címet adományozott I. Ottokár fejedelemnek, így létrejött a Cseh Királyság. 

## Története
A Cseh-erdő, az Érchegység, a Szudéták és a Cseh-morva felföld közötti térségbe a 6. század közepén költöztek be a szláv cseh törzsek. A 7. században Szamo hatalmas szláv birodalmához tartoztak (ami a gyakorlatban annyit jelentett, hogy adót fizettek neki), Szamo azonban 658-ban meghalt és állama szétesett. Nagy Károly frank császár fia, Ifjabb Károly 805-ben megtámadta a cseheket, de hiába ostromolta Canburg erődjét. A frankok a következő évben visszatértek, feldúlták a csehek földjeit, akik végül meghódoltak és hajlandóak voltak adót fizetni a birodalomnak. 

### Nagy-Morávia

Nagy-Morávia I. Szvatopluk idejében (871–894)

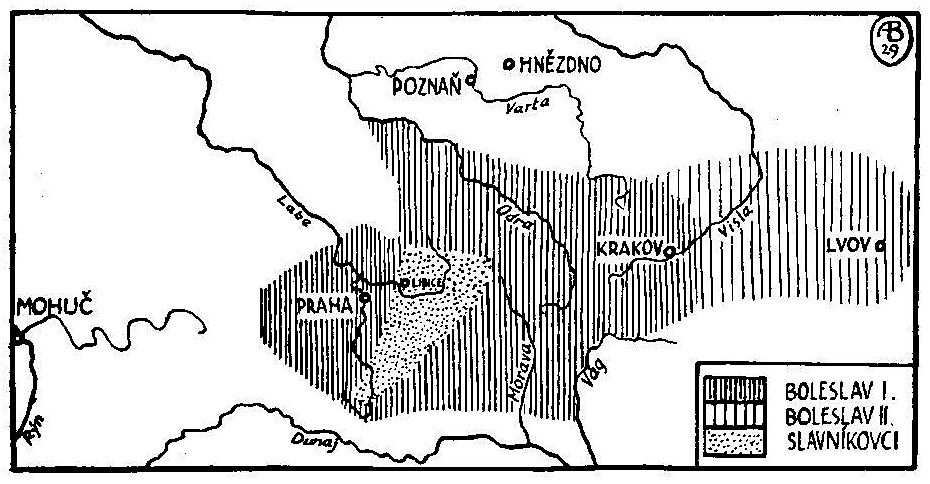
Csehország I. és II. Boleszláv idején

A Frank Birodalom a 9. században szétesett. Csehország a 830 körül alapított Morva Fejedelemség befolyása alá került. I. Szvatopluk fejedelem 874-ben megállapodott Német Lajos keleti frank királlyal, aki jóváhagyta uralmát a csehek fölött. A Přemysl-házból való I. Bořivoj fejedelem (Szvatopluk vazallusa) 880-ban megkeresztelkedett; székhelyét áthelyezte Levý Hradecből Prágába és megkezdte uralma alá vonni a Moldva medencéjét.
Bořivoj 888-890 körüli halálát követően kiskorú fia, I. Spytihněv lett a fejedelem, aki helyett formálisan Szvatopluk kormányzott régensként. Szvatopluk 894-es halálát követően állama válságba került és hamarosan meg is döntötték a honfoglaló magyarok. Spytihněv már 895-ben elszakadt a morváktól és Arnulf keleti frank királynak tett hűségesküt. Ő és öccse, I. Vratislav sikeresen megőrizte a fejedelemség tényleges önállóságát (bár adót fizettek a bajoroknak), még azután is, hogy a 907-es pozsonyi csatát követően a magyarok megsemmisítették a morvák államát. Vratislav fia, I. (Szent) Václav Arnulf bajor herceggel szövetkezett az ellenséges Madarász Henrik szász herceggel szemben, azok azonban kiegyeztek és 929-ben Prágára támadva meghódolásra kényszerítették a cseheket. Václavot - aki a portyázó magyaroknak is kénytelen volt hadisarcot fizetni - öccse, I. Boleslav 935-ben meggyilkolta. 
A "Kegyetlen" melléknevű Boleslav meghódította Morvaországot és Sziléziát, keleten pedig egészen Krakkóig jutott. Szembeszállt Madarász Henrik utódjával, I. Ottó császárral, felhagyott az adófizetéssel, megtámadta a szászok csehországi szövetségeseit, 936-ban pedig betört Türingiába. Hosszas háborúskodás után, mikor Ottó ostrom alá vette Boleslav fiának várát, a fejedelem végül meghódolt. 955-ben a németek szövetségeseként vett részt a magyarok ellen vívott augsburgi csatában. A győzelem után szolgálataiért cserébe megkapta Morvaországot. Szintén 955-ben segített Ottónak leverni az Alsó-Elba vidékén élő szláv obodriták felkelését.
II. Boleslav uralkodása idején, 973-ban megalapították a mainzi érsekség alá rendelt prágai püspökséget. A fejedelmek német segítséggel regulázták meg lázadozó nemességüket, ugyanakkor azonban igyekezték megőrizni függetlenségüket a Német-római Birodalomtól. A belháborúknak 995-ben lett vége, amikor Přemysl-dinasztia legyőzte riválisát, a Slavníkokat és uralma alá hajtva a cseh törzseket, centralizált államot hozott létre. 

### A Német-római Birodalomban

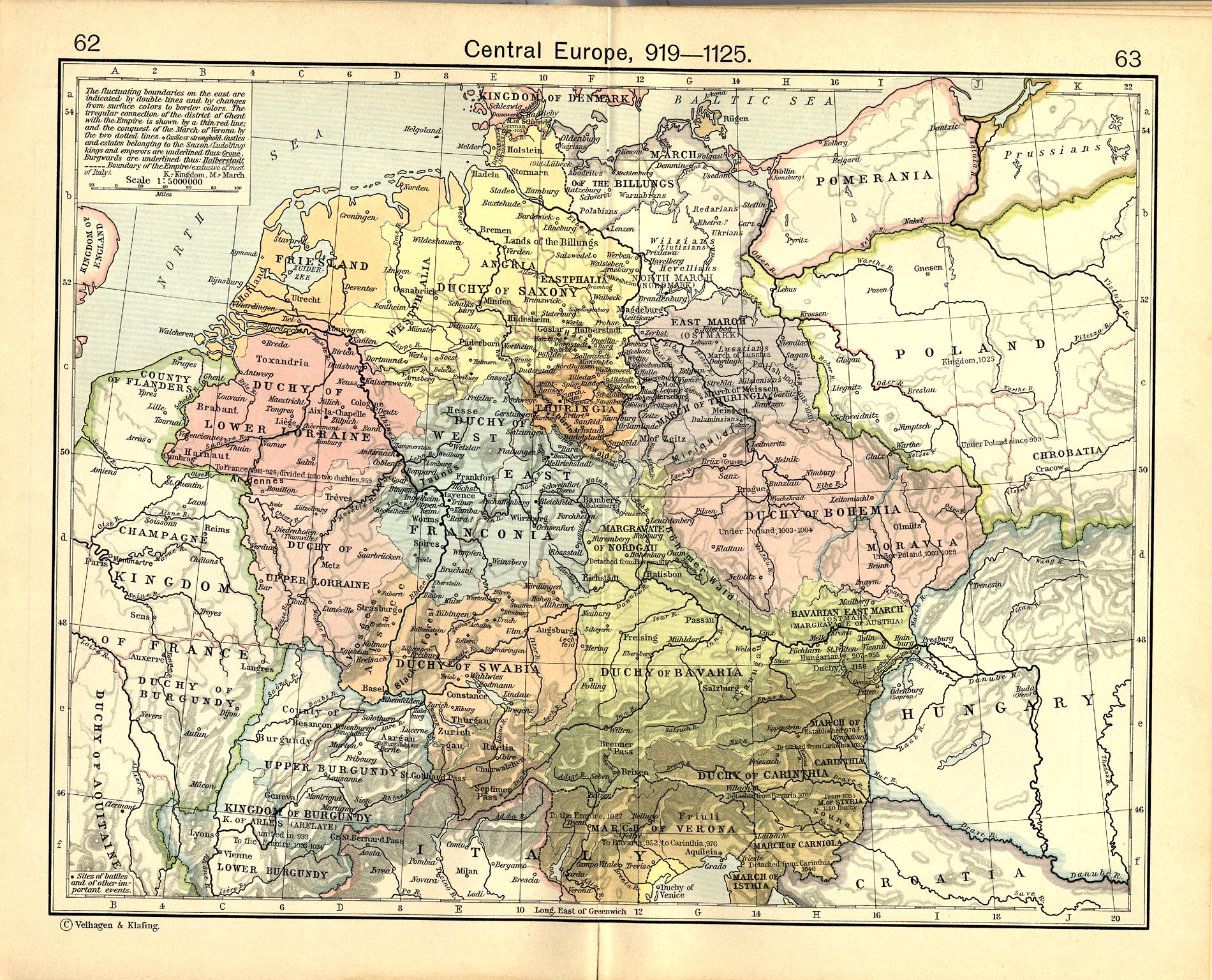
A Csej Fejedelemség 919-1125 körül

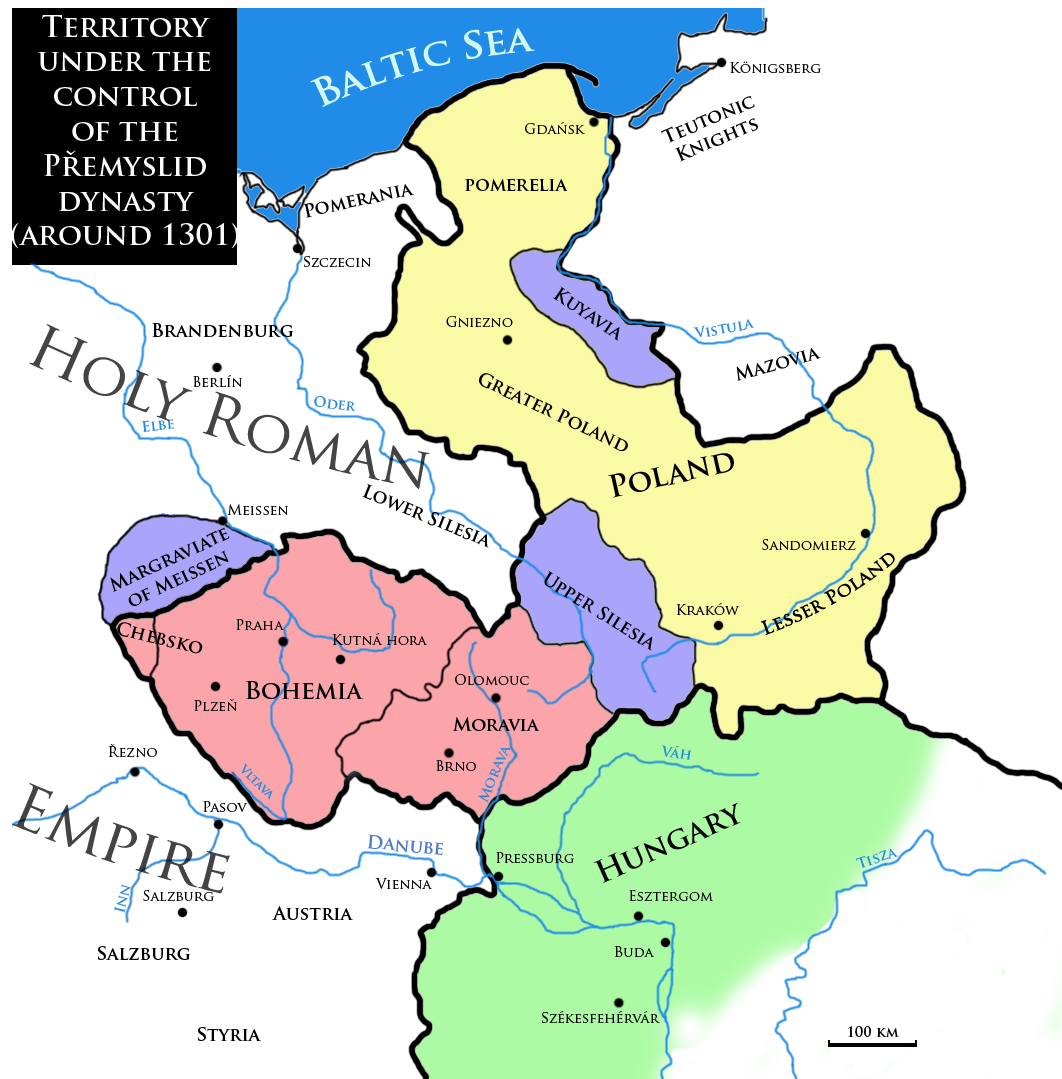
A Přemysl-dinasztia állama 1301 körül

1002-ben a külső és belső ellenség által szorongatott Vladivoj fejedelem hűbéri esküt tett II. Henrik német királynak, így Csehország a Német-római Birodalom egyik hercegségévé vált. Vladivoj a következő évben meghalt, Csehországot pedig Bátor Boleszláv lengyel fejedelem szállta meg. 1004-ben német segítséggel kiűzték a lengyeleket és Henrik Jaromírt nevezte ki a csehek fejedelmévé.
I. Břetislav 1019-ben (vagy 1029-ben) visszavette Morvaországot a lengyelektől, amelynek kormányzását a későbbiekben rendszerint a trónörökösre bízták. 1031-ben II. Konrád császár szövetségeseként betört Magyarországra. 1039-ben Lengyelországot támadta meg, elfoglalta Poznańt és feldúlta a főváros Gnieznót (ezt követően költöztek a lengyel fejedelmek Krakkóba); ezután megszállta Sziléziát. Břetislav 1040-ben visszaverte III. Henrik német császár támadását, de a következő évben a császár mégis ostrom alá vette Prágában és Morvaország kivételével fel kellett adnia minden hódítását.
Břetislav fia, II. Vratislav IV. Henrik császár hűséges szövetségesének bizonyult a pápa, rivális ellenkirályok, lázadások elleni harcokban; a cseh csapatok kitűntek bátorságukkal. 1083-ban Henrik és Vratislav együtt vonult be Rómába. A császár hálából 1085-ben királyi címmel ruházta fel a cseh uralkodót, bár a címet nem örökíthette fiaira.  
II. Vladislav fejedelem 1147-ben elkísérte III. Konrád német királyt a második keresztesháborúba, de Konstantinápolyból visszafordult. Ezután hathatósan támogatta Rőtszakállú Frigyest az észak-itáliai városokkal (főleg Milánóval) folytatott háborújában, ezért, 1158-ban ő is élethosszig megkaphatta a királyi címet. 

## A Cseh Királyság létrejötte
A 12. század végén hatalmi harc tört ki a Hohenstaufen-házba tartozó Sváb Fülöp és a Welf IV. Ottó között. I. Ottokár fejedelem Fülöp pártjára állt, amiért 1198-ban immár továbbörökíthető királyi címben részesült. Ottokár 1200-ben átállt a Welfekhez és Ottó (valamint a pápa) megerősítette új rangját. A Cseh Fejedelemség Cseh Királysággá alakult át; ezt 1212-ben II. Frigyes császár is jóváhagyta ún. szicíliai aranybullájában. A cseh királyt felmentette minden leendő birodalmi kötelezettsége alól (kivéve a birodalmi gyűléseken való részvételt) és többé nem volt szükség császári jóváhagyásra ha új cseh uralkodó lépett a trónra vagy új prágai püspököt neveztek ki.

## Fordítás
- Ez a szócikk részben vagy egészben  a   Duchy of Bohemia című angol Wikipédia-szócikk ezen változatának fordításán alapul.  Az eredeti cikk szerkesztőit annak laptörténete sorolja fel. Ez a jelzés csupán a megfogalmazás eredetét és a szerzői jogokat jelzi, nem szolgál a cikkben szereplő információk forrásmegjelöléseként.